# Macroplea
Strimbockar (Macroplea) är ett skalbaggssläkte i familjen bladbaggar. Släktet förekommer i stora delar av Palearktis.

## Beskrivning
Ingående arter har mycket långa antenner. Även benen är påtagligt långa, och försedda med kraftiga klor. Färgteckningen varierar, men brukar vara ljust gulaktig med svarta markeringar. Kroppen är beklädd med mikroskopiska hår, som inte märks annat än att ytan får ett matt, sidenliknande utseende, men som är till hjälp för andningen. Arternas längd varierar mellan 4,5 och 8,5 mm.

## Utbredning
De förhållandevis få arterna (omkring 10) förekommer alla i Palearktis.

## Ekologi
Arterna är akvatiska i alla sina utvecklingsstadier. Larverna lever på rötter och rotstammar av olika vattenväxter, och får syre med hjälp av två ihåliga krokar på bakkroppen, som den borrar in i värdväxtens stam. Även puppan hämtar syre från värdväxten. De vuxna skalbaggarna, som även de är växtätare, är omgivna av ett tunt luftlager som hålls fast av den mikroskopiska behåringen (kallad plastron) och som omger kroppen som en kapsel. Luftlagret fungerar som en gäle; vattnets syre diffunderar in i den.

## Artlista[3]
- Spetsstrimbock (Macroplea appendiculata (Panzer 1794))
- Macroplea huaxiensis Lou & Liang 2011
- Macroplea japana (Jacoby 1885)
- Trubbstrimbock Macroplea mutica (Fabricius 1792))
- Stor natebock (Macroplea pubipennis (Reuter 1875)) (företrädesvis finsk art;  i Sverige mer känd som hårig strimbock)
- Macroplea ranina Lou & Yu 2011
- Macroplea skomorokhovi Medvedev 2006